# Ngạc Hoán
Ngạc Hoán (chữ Hán:鄂煥, bính âm:E'huan) là một nhân vật hư cấu trong tiểu thuyết lịch sử Tam Quốc diễn nghĩa của nhà văn La Quán Trung. Trong tiểu thuyết này, Mạnh Tiết xuất hiện tại Hồi thứ 87 và là bộ tướng của Cao Định. Ngạc Hoán được lệnh giao chiến với quân Thục, sau này bị trúng kế của Gia Cát Lượng nên đã bị mượn tay giết hai viên chỉ huy chủ chốt của quân nổi loạn là Úng Dĩ và Chu Bao và khuyên Cao Định đầu hàng quân Thục. Ngạc Hoán sau đầu hàng quân Thục và được phong chức. Ngạc Hoán được mô tả là mình cao chín thước, mặt mũi hung ác, dùng chiếc phương thiên kích, có sức khoẻ muôn người khôn địch.

## Câu chuyện
Khi nghe tin Khổng Minh đem đại quân đến quân nổi loạn bàn cách đối phó, Cao Định sai Ngạc Hoán làm tiền bộ tiên phong. Ngạc Hoán lĩnh quân bản bộ, rời khỏi trại lớn, ra đón quân Thục. Lúc này, tiền bộ tiên phong Nguỵ Diên, phó tướng Trương Dực, Vương Bình vừa vào khỏi giới khẩu thì gặp quân Ngạc Hoán đến. Hai bên dàn trận, Ngạc Hoán thúc ngựa lại đánh nhau với Nguỵ Diên. Được vài hiệp, Ngụy Diên giả thua chạy, Ngạc Hoán đuổi theo, chưa được vài dặm, thì bị Trương Dực, Vương Bình hai mặt đổ ra chặn mất đường về. Ngụy Diên quay lại đánh. Ba tướng hợp sức đánh dồn vào, bắt sống được Ngạc Hoán, giải về trại nộp Khổng Minh.
Khổng Minh sai cởi trói, cho ăn uống tử tế, rồi hỏi han và tha cho về. Ngạc Hoán lạy tạ lui ra, về ra mắt Cao Định, thuật lại chuyện Khổng Minh nhân đức và ngỏ ý cảm ơn Khổng Minh không biết ngần nào. Sau đó Khổng Minh dùng kế ly gián khiến Cao Định nghi ngờ Úng Dĩ. Cao Định gọi Ngạc Hoán lên bàn định. Ngạc Hoán đề nghị rằng: "Khổng Minh là người nhân đức, ta làm phản không nên. Vả lại, việc làm phản là tự Úng Dĩ gây ra cả, chi bằng giết quách hắn đi, về hàng với Khổng Minh là hơn" và bày kế cho Cao Định trừ khử Úng Dĩ rằng "Chủ công nên mở một bữa tiệc rượu, mời Úng Dĩ đến chơi. Nếu hắn không có bụng gì, tất đi lại như thường. Nhược bằng không đến, chắc là có bụng khác. Chủ công nên đem quân đánh mặt trước, tôi xin phục quân ở đường nhỏ mặt sau trại, thế nào cũng bắt sống được hắn".
Cao Định nghe lời, mở tiệc rượu mời Úng Dĩ. Dĩ quả nhiên nghi ngờ lời quân sĩ tha về hôm trước, không dám đến. Đêm hôm ấy, Cao Định dẫn quân kéo đến trại Úng Dĩ. Úng Dĩ vội vàng lên ngựa chạy lẻn ra con đường sau núi. Đi chưa được vài dặm, bỗng đâu trống nổi lên, một toán quân tràn ra. Ngạc Hoán cầm kích quất ngựa xông lên. Úng Dĩ chưa kịp trở tay, đã bị Ngạc Hoán đâm một nhát kích ngã lăn xuống ngựa, rồi chặt ngay lấy đầu.
Sau đó, Khổng Minh tiếp tục dùng kế ly gián, chia rẽ giữa Cao Định và Chu Bao. Cao Định lập tức dẫn quân Ngạc Hoán đem quân bản bộ kéo đến trại Chu Bao. Gần đến nơi, Chu Bao cũng vừa dẫn quân đến mé sau núi. Chu Bao thấy Cao Định vội vàng ra hỏi chuyện. Cao Định không cho Chu Bao biết đầu đuôi, Ngạc Hoán ở sau ngựa, xông lại đâm một nhát kích, Chu Bao chết lập tức.
Sau khi cơ bản trừ khử hết các lực lượng đối lập, chiêu hàng được Cao Định, Khổng Minh liền cho Cao Định làm thái thú ở Ích Châu và phong Ngạc Hoán làm nha tướng.